# La Route d'une année
Pour plus de détails, voir Fiche technique et Distribution.
La Route d'une année (La strada lunga un anno) est un film italo-yougoslave réalisé par Giuseppe De Santis, sorti en 1958.

## Synopsis
Dans une région éloignée et pauvre d'un pays fictif, les habitants essaient pendant une année de construire, tant bien que mal, une route goudronnée en dépit de l'attitude peu empressée, voire hostile des autorités gouvernementales.

## Fiche technique
- Titre français : La Route d'une année[1]
- Titre original italien : La strada lunga un anno
- Réalisation : Giuseppe De Santis
- Scénario : Giuseppe De Santis, Maurizio Ferrara, Tonino Guerra, Elio Petri, Gianni Puccini et Mario Socrate
- Musique : Vladimir Kraus-Rajteric
- Photo : Marco Scarpelli
- Format : Noir et blanc - Son mono
- Pays de production :  Italie -  Yougoslavie
- Durée : 162 min
- Date de sortie : 
  - Yougoslavie : 12 juillet 1958
  - France : avril 1959[1]
  - Italie : 2 septembre 1959

## Distribution
- Silvana Pampanini : Giuseppina Pancrazi
- Eleonora Rossi Drago : Susanna
- Massimo Girotti : Chiacchiera
- Bert Sotlar : Guglielmo Cosma
- Ivica Pajer : Lorenco
- Milivoje Zivanovic : Davide

## Distinction
- Nommé pour l'Oscar du meilleur film en langue étrangère à la 31e cérémonie des Oscars